# Cyclo-cross de Zonhoven
Le cyclo-cross de Zonhoven est une course de cyclo-cross disputée depuis 1958 à Zonhoven, dans la province de Limbourg, en Belgique. La course s'est déroulée en décembre de son début en 1958 jusqu'à 1966. La course a ensuite été annulé avant de revenir en 2005 au mois d'octobre. Elle intègre le Superprestige lors de l'édition 2009-2010 et se déroule en février. La même année elle a de nouveau lieu lors du Superprestige mais en octobre lors de l'édition 2010-2011. Les années suivantes, la course appartient toujours au Superprestige et a lieu soit fin octobre soit début novembre. Elle rejoint le circuit de la coupe du monde de cyclo-cross en 2021.

## Palmarès

### Hommes élites
| Année       | Vainqueur              | Deuxième                 | Troisième              |
| ----------- | ---------------------- | ------------------------ | ---------------------- |
| 1958        | Firmin Van Kerrebroeck | René De Rey              | Georges Furnière       |
| 1959        | Roger De Clercq        | Firmin Van Kerrebroeck   | René De Rey            |
| 1960        | Firmin Van Kerrebroeck | René De Rey              | Herman Van Caester     |
| 1961        | René De Rey            | Léon Scheirs             | Charles Van Houtte     |
| 1962        | Roger De Clercq        | Lode Van Den Bosch       | Firmin Van Kerrebroeck |
| 1963        | René De Rey            | Eric De Vlaeminck        | Jozef Matheussen       |
| 1964        | René De Rey            | Huub Harings             | Herman Van Caester     |
| 1965        | Léon Scheirs           | Freddy Nijs              | René De Rey            |
| 1966        | René De Clercq         | Julien Vanden Haesevelde | Joseph Op de Beeck     |
| 1967-2004   | non-disputé            |                          |                        |
| 2005        | Sven Nys               | Bart Wellens             | Niels Albert           |
| 2006        | Sven Nys               | Erwin Vervecken          | Sven Vanthourenhout    |
| 2007        | Bart Wellens           | Klaas Vantornout         | Sven Nys               |
| 2008        | Niels Albert           | Klaas Vantornout         | Zdeněk Štybar          |
| 2010        | Sven Nys               | Zdeněk Štybar            | Kevin Pauwels          |
| 2010        | Zdeněk Štybar          | Kevin Pauwels            | Sven Nys               |
| 2011        | Niels Albert           | Sven Nys                 | Kevin Pauwels          |
| 2012        | Sven Nys               | Niels Albert             | Bart Aernouts          |
| 2013        | Sven Nys               | Niels Albert             | Klaas Vantornout       |
| 2014        | Kevin Pauwels          | Sven Nys                 | Lars van der Haar      |
| 2015        | Wout van Aert          | Rob Peeters              | Kevin Pauwels          |
| 2016        | Mathieu van der Poel   | Wout van Aert            | Laurens Sweeck         |
| 2017        | Mathieu van der Poel   | Wout van Aert            | Lars van der Haar      |
| 2018        | Mathieu van der Poel   | Wout van Aert            | Toon Aerts             |
| 2019        | Toon Aerts             | Laurens Sweeck           | Eli Iserbyt            |
| 2020        | Annulé                 | Annulé                   | Annulé                 |
| 2021        | Toon Aerts             | Lars van der Haar        | Eli Iserbyt            |
| 2023        | Wout van Aert          | Mathieu van der Poel     | Laurens Sweeck         |
| 2024 (jan.) | Mathieu van der Poel   | Joris Nieuwenhuis        | Laurens Sweeck         |
| 2024 (déc.) | Mathieu van der Poel   | Thibau Nys               | Joran Wyseure          |

### Femmes élites
| Année       | Vainqueur          | Deuxième             | Troisième          |
| ----------- | ------------------ | -------------------- | ------------------ |
| 2011        | Sanne van Paassen  | Nikki Harris         | Sabrina Stultiens  |
| 2012        | Sanne Cant         | Hanka Kupfernagel    | Sabrina Stultiens  |
| 2014        | Sanne Cant         | Nikki Harris         | Ellen Van Loy      |
| 2015        | Sanne Cant         | Nikki Harris         | Jolien Verschueren |
| 2016        | Sanne Cant         | Jolien Verschueren   | Nikki Brammeier    |
| 2017        | Maud Kaptheijns    | Sanne Cant           | Nikki Brammeier    |
| 2018        | Sanne Cant         | Denise Betsema       | Ceylin Alvarado    |
| 2019        | Annemarie Worst    | Ceylin Alvarado      | Yara Kastelijn     |
| 2020        | Annulé             | Annulé               | Annulé             |
| 2021        | Denise Betsema     | Lucinda Brand        | Ceylin Alvarado    |
| 2023        | Shirin van Anrooij | Puck Pieterse        | Fem van Empel      |
| 2024 (jan.) | Puck Pieterse      | Inge van der Heijden | Zoe Bäckstedt      |
| 2024 (déc.) | Ceylin Alvarado    | Zoe Bäckstedt        | Lucinda Brand      |

### Hommes espoirs
| Année | Vainqueur         | Deuxième                | Troisième          |
| ----- | ----------------- | ----------------------- | ------------------ |
| 2010  | Jan Denuwelaere   | Kenneth Van Compernolle | Tom Meeusen        |
| 2010  | Lars van der Haar | Jim Aernouts            | Joeri Adams        |
| 2011  | Wietse Bosmans    | Lars van der Haar       | Vinnie Braet       |
| 2012  | Wout van Aert     | Jens Adams              | David van der Poel |
| 2013  | Mike Teunissen    | Toon Aerts              | Quinten Hermans    |
| 2014  | Wout van Aert     | Michael Vanthourenhout  | Laurens Sweeck     |
| 2015  | Eli Iserbyt       | Quinten Hermans         | Daan Hoeyberghs    |
| 2016  | Quinten Hermans   | Joris Nieuwenhuis       | Yannick Peeters    |
| 2017  | Jens Dekker       | Toon Vandebosch         | Thomas Joseph      |
| 2018  | Tom Pidcock       | Thymen Arensman         | Ben Turner         |
| 2019  | Tom Pidcock       | Toon Vandebosch         | Ryan Kamp          |
| 2023  | Thibau Nys        | Witse Meeussen          | Tibor Del Grosso   |
| 2024  | Tibor Del Grosso  | Jente Michels           | Kay De Bruyckere   |

### Hommes juniors
| Année       | Vainqueur            | Deuxième           | Troisième            |
| ----------- | -------------------- | ------------------ | -------------------- |
| 2010        | David van der Poel   | Laurens Sweeck     | Jens Adams           |
| 2010        | Laurens Sweeck       | Jens Vandekinderen | Diether Sweeck       |
| 2011        | Mathieu van der Poel | Daan Soete         | Wout van Aert        |
| 2012        | Mathieu van der Poel | Quinten Hermans    | Martijn Budding      |
| 2013        | Thomas Joseph        | Jens Teirlinck     | Nick Verheyen        |
| 2014        | Eli Iserbyt          | Johan Jacobs       | Jens Dekker          |
| 2015        | Jens Dekker          | Jappe Jaspers      | Victor Vandebosch    |
| 2016        | Tom Pidcock          | Thymen Arensman    | Jelle Camps          |
| 2017        | Pim Ronhaar          | Tomáš Kopecký      | Jarno Bellens        |
| 2018        | Ryan Cortjens        | Ben Tulett         | Thibau Nys           |
| 2019        | Thibau Nys           | Lennert Belmans    | Ward Huybs           |
| 2020        | Annulé               | Annulé             | Annulé               |
| 2021        | David Haverdings     | Aaron Dockx        | Kay De Bruyckere     |
| 2023        | Léo Bisiaux          | Yordi Corsus       | Guus van den Eijnden |
| 2024 (jan.) | Senna Remijn         | Zsombor Takács     | Max Oertzen          |
| 2024 (déc.) | Mattia Agostinacchio | Benjamín Noval     | Michiel Mouris       |

### Femmes juniors
| Année       | Vainqueur         | Deuxième      | Troisième         |
| ----------- | ----------------- | ------------- | ----------------- |
| 2023        | Lauren Molengraaf | Célia Gery    | Isabella Holmgren |
| 2024 (jan.) | Puck Langenbarg   | Bloeme Kalis  | Sara Sonnemans    |
| 2024 (déc.) | Rafaëlle Carrier  | Lison Desprez | Barbora Bukovská  |